# Fit for Rivals
Fit for Rivals est un groupe américain de punk rock, originaire de Jacksonville, en Floride. Formé en 2006, il est composé de Renee Phoenix au chant, Thomas Amason à la guitare, Jesse Carroll à la guitare également, Eli Clark à la basse et John Hartman à la batterie.

## Historique
Le groupe est initialement formé en 2006 à Jacksonville, en Floride, aux États-Unis, sous le nom de The Explicits; un seul album éponyme sera produit. Entre 2006 et 2008, Renee Phoenix en est la meneuse. Cependant, en 2008, tandis qu'ils cherchent un guitariste, Phoenix fait la rencontre de Thomas Amason. Réalisant qu'elle et Amason étaient sur la même créativité musicale, elle décide de former Fit for Rivals. 
Leur premier album studio, intitulé Steady Damage,, est publié en 2009. La chanson Crash est sélectionnée comme opening du WWE: Over The Limit. Au début de 2010, ils sont annoncés pour un concert à but caritatif pour la Somer Thompson Foundation. Un second single aurait dû paraître en 2011, mais à cause de problèmes, il est repoussé. Le groupe donnera par la suite des concerts.
En 2014, un deuxième album est annoncé pour une éventuelle sortie en 2015. Un single intitulé Freak Machine est publié peu de temps après la même année. Avant l'album, le groupe publie un EP, intitulé Sugar, le 17 juillet 2015. Leur deuxième album studio, intitulé Freak Machine, est finalement publié en 2015 au label Big 3 Records.

## Membres

### Membres actuels
- Renee Phoenix - chant
- Thomas Amason - guitare (depuis 2011), batterie (2006-2011)
- Jesse Carroll - guitare
- Eli Clark - basse (depuis 2011)
- John Hartman - batterie (depuis 2011)
- Rufino Lomboy - guitare (depuis 2014)

### Anciens membres
- Ben Nelson - basse (2006-2011)